# Johann Peter Frank
Johann Peter Frank (Rodalben, 19 de março de 1745 – Viena, 24 de abril de 1821) foi um médico sanitarista alemão. É considerado o fundador do sanitarismo moderno.
Formado em medicina pela Universidade de Estrasburgo e com doutorado na Universidade de Heidelberg, em 1785 foi para a Itália e logo depois foi nomeado chefe sanitarista na região da Lombardia. Com dedicação e eficiência, seu nome passou a ser referência na sanidade pública em toda a Europa, a ponto de ser convidado para assumir cargos na Inglaterra e na Áustria e escrever vários livros que por anos foram as principais literaturas da área. Entre estes, estão: Selbstbiographie; De Curandis Hominum Morbis Epitome; System Einer Volständigen Medizinschen Polizey. Também estudou e escreveu sobre diabetes, sendo creditado a ele como o primeiro médico a descrever as diferenças clínicas entre a Diabetes mellitus e Diabetes insipidus.
Peter Frank também foi professor catedrático e médico pessoal de Alexandre I da Rússia.